# Hamburg (New York)
Hamburg in der Nähe von Buffalo ist eine Stadt in der Nähe der Niagarafälle in Erie County, New York, Vereinigte Staaten. Das U.S. Census Bureau hat bei der Volkszählung 2020 eine Einwohnerzahl von 60.085 ermittelt.
Hamburg hat eine Fläche von 107,1 km², davon 0,1 km² Wasserflächen.
Die Stadt grenzt westlich an den Eriesee.
Ein Bezirk von Hamburg ist Hamburg-Village mit 13.729 Einwohnern (2008).

## Geschichte
Ursprünglich wurde die Gegend durch das Ureinwohner-Volk Erie besiedelt. Die Stadt wurde 1812 gegründet.
Auf dem so genannten Hamburg Speedway in der Stadt fand 1949 das fünfte Rennen der ersten NASCAR-Saison, der NASCAR-Strictly-Stock-Saison 1949, statt.

## Kultur
Die lokale Tageszeitung ist die Sun News.

## Persönlichkeiten
- Susan Walsh (* 1962), Schwimmerin